# Lincoln (Pensylwania)
Lincoln – miasto w Stanach Zjednoczonych, w stanie Pensylwania, w hrabstwie Allegheny.